# Cesare Mulé
Cesare Mulé (Catanzaro, 4 novembre 1931 – Catanzaro, 16 gennaio 2021) è stato un giornalista, storico e politico italiano.

## Biografia
Primo di tre figli maschi, nasce a Catanzaro il 4 novembre del 1931, in una famiglia medio-borghese composta dal padre Giuseppe, funzionario pubblico, la madre Rosina, casalinga, e i due fratelli minori Raffaele e Angelo. Sin da giovanissimo nutre una forte passione per il giornalismo e l’associazionismo di matrice cattolica, che lo porterà ad aderire in seguito alla Democrazia Cristiana. Insegnante e vicario della Direzione didattica del 1° Circolo di Catanzaro. Giornalista iscritto all'Ordine della Stampa sin dalla sua costituzione negli anni '60. Più volte vincitore di premi letterari ha ottenuto riconoscimenti culturali e civili come l'Ambrogino d'oro della Città di Milano e la Commenda dell'Ordine al Merito della Repubblica Italiana nel 1971.

### La vita politica e associativa
Eletto per tre mandati consigliere provinciale tra le file della Democrazia Cristiana nel collegio di Serra San Bruno. Ha ricoperto l'incarico di vicepresidente, nonché quello di assessore anziano della Provincia di Catanzaro con delega ai problemi giovanili, turismo e programmazione economica, per otto anni. Due volte consigliere comunale, è stato Sindaco della Città di Catanzaro per l'intero mandato (1977-1981). Cofondatore e componente dell'Esecutivo Nazionale del Movimento Cristiano Lavoratori e dell'UNPLI. Primo presidente dell'Accademia di belle arti di Catanzaro è stato relatore in Italia e all'estero di temi turistici e culturali. Presidente dell'APT di Catanzaro. Nel 2004 viene nominato "console emerito" dal Touring Club Italiano. Vicepresidente vicario e presidente onorario dell'Union Turismo.

### Gli scritti
La preparazione alla professione. Aspetti e problemi dell'istruzione professionale, 5 Lune, 1959.

 The 1958 Elections and the Young Christian Democrats in Free World Forum - Italy Supplement, Vol. 1, n. 2, p.56, FWF, 1959.

 La Certosa di Serra San Bruno, Ente Provinciale per il Turismo-Catanzaro, 1962.

 Per una politica della gioventù, Amministrazione Provinciale di Catanzaro, 1966.

 Mongiana. Storia ed economia, Pellegrini, 1973.

 Caratteristiche economiche della Calabria, Consorzio Aeroporto Civile Internazionale Lamezia Terme, 1974.

 Gimigliano. Storia e fede, Pellegrini, 1975.

 La Democrazia Cristiana in Calabria e lotte contadine, Cinque Lune, 1975.

 La Democrazia Cristiana in Calabria (1943-1949), Cinque Lune, 1975.

 Il trasporto aereo regionale e l'aeroporto di Lamezia Terme, Frama Sud.

 Una storia di Catanzaro, Frama Sud, 1982.

 Garibaldi in Calabria, Rubbettino, 1982.

 Scyllaceum prima urbium brettiorum, Frama Sud, 1983.

 con Domenico Teti e Luigi costa, Tragedia a Catanzaro. Il destino di un vigile urbano: Vita e poesie dialettali di Giuseppe Rattà, Medaglia d'Oro al Valor Civile, Edical sas.

 La montagna cuore della Calabria - Reventino, Tiriolo, Mancuso, Edizioni Q.C., 1988.

 Agazio Guidacerio un umanista catanzarese a Parigi, Gangemi, 1990, ISBN 9788874482689.

 Ospitalità e cucina in Calabria dalla Magna Grecia ai Tours, 2003, ISBN 9788849805802.

 Congresso Mariologico su alcuni cultori calabresi dell'Immacolata Concezione, Paoline, 2004.

 Giovanni Barracco, un barone calabrese. Alpinista, parlamentare, mecenate, Rubbettino, 2005, ISBN 9788849806564.

 con Maddalena Barbieri, Donne e società in Calabria, Pellegrini, 2006.

 San Vitaliano disvelato, La Rondine, 2009, ISBN 9788895418223.

 Lo specchio di Corrado Alvaro, Abramo, 2009, ISBN 9788883241567.

 Gli scrittori stranieri e la Calabria, Brenner.

 Don Antonio Scalise un prete popolare, Brenner.

 Antonio Greco nel Risorgimento Italiano, Ursini Editore, 2013.

 Sulle orme di Gioacchino da Fiore, Calabria Letteraria Editrice, 2017, ISBN 9788875743574.